# Dasytes aeratus
Dasytes aeratus is een keversoort uit de familie van de bloemweekschilden (Melyridae). 

## Uiterlijke kenmerken
Dasytes aeratus is een smalle kever van 4 tot 5,2 millimeter groot. Hij lijkt enigszins op een weekschildkever (Cantharidae). Het exoskelet is zwart met een lichte metaalachtige glans en dicht bezet met liggende haren en enkele lange rechtopstaande setae (borstels). De poten zijn lang en dun. Ze zijn volledig donker gekleurd, dit in tegenstelling tot de meeste andere Dasytes-soorten. Het mannetje heeft grotere ogen en langere, dunnere antennes dan het vrouwtje.

## Verspreiding
Dasytes aeratus is een algemeen voorkomende en wijdverspreide kever in Centraal-Europa. Het noordelijke verspreidingsgebied loopt tot de Britse Eilanden en het zuiden van Scandinavië. De kever komt voor tot op een hoogte van 2000 meter boven zeeniveau.

## Levenswijze
De volwassen kevers verschijnen in april en blijven tot juli of augustus actief. Aanvankelijk leven ze vooral in loofbossen, parken en heggen langs weilanden, maar later in het jaar bezetten ze ook andere habitats. Dasytes aeratus voedt zich met stuifmeel van bloeiende bomen en struiken. Ze zijn ook vaak op de onderste takken van grote eiken te zien. Ze vliegen goed en zijn het actiefst in de felle zon.
In de lente vindt de paring plaats en de eieren worden van eind juni tot in juli gelegd tussen schors of hout van gezonde bomen of rottende boomstronken en stammen. De larven zijn carnivoor en voeden zich met levende en dode organismen in rottend hout of onder de schors. Zowel larven als poppen overwinteren in rottend hout.